# Volkswagen CrossPolo

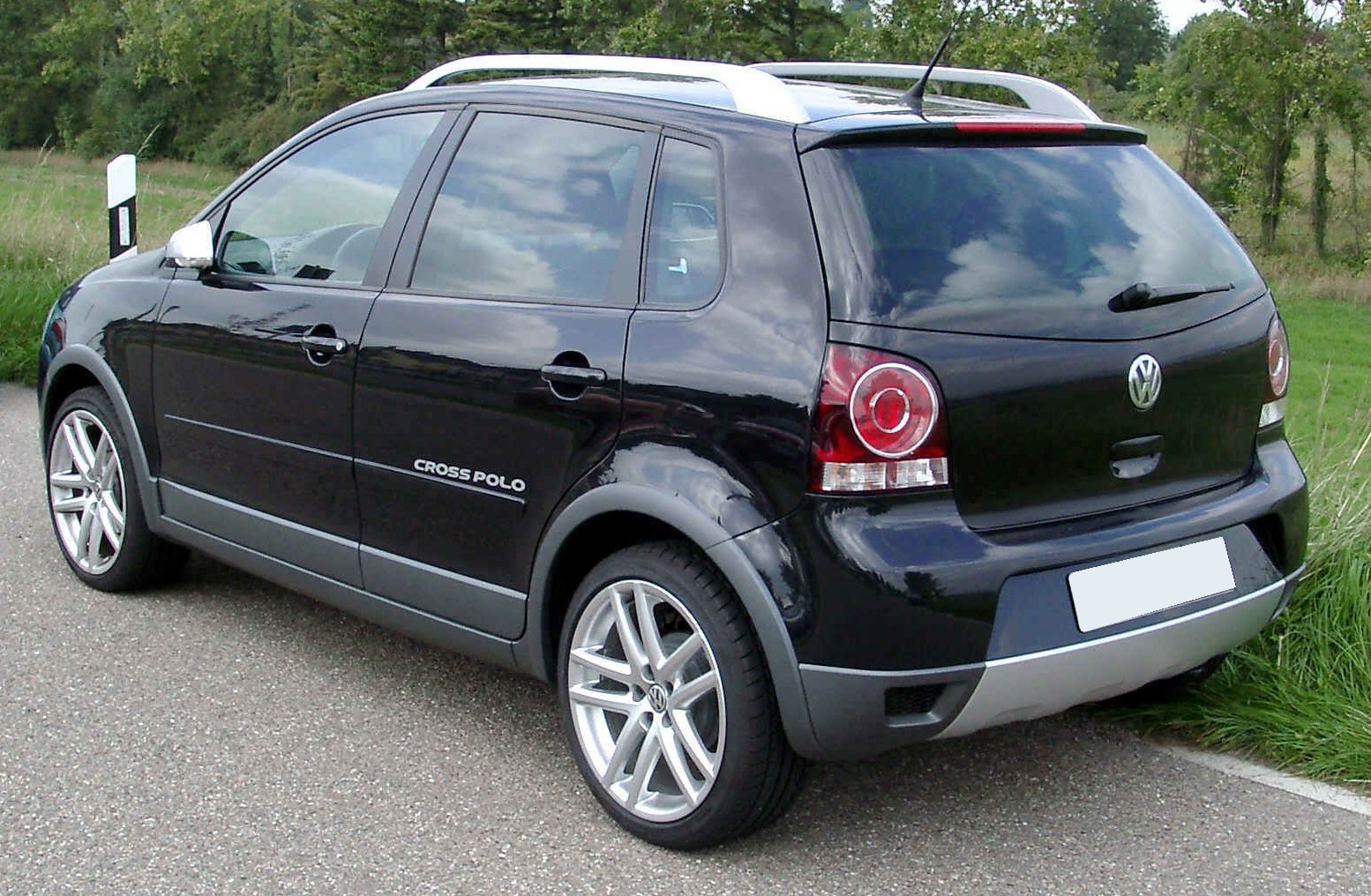
Volkswagen CrossPolo – tył

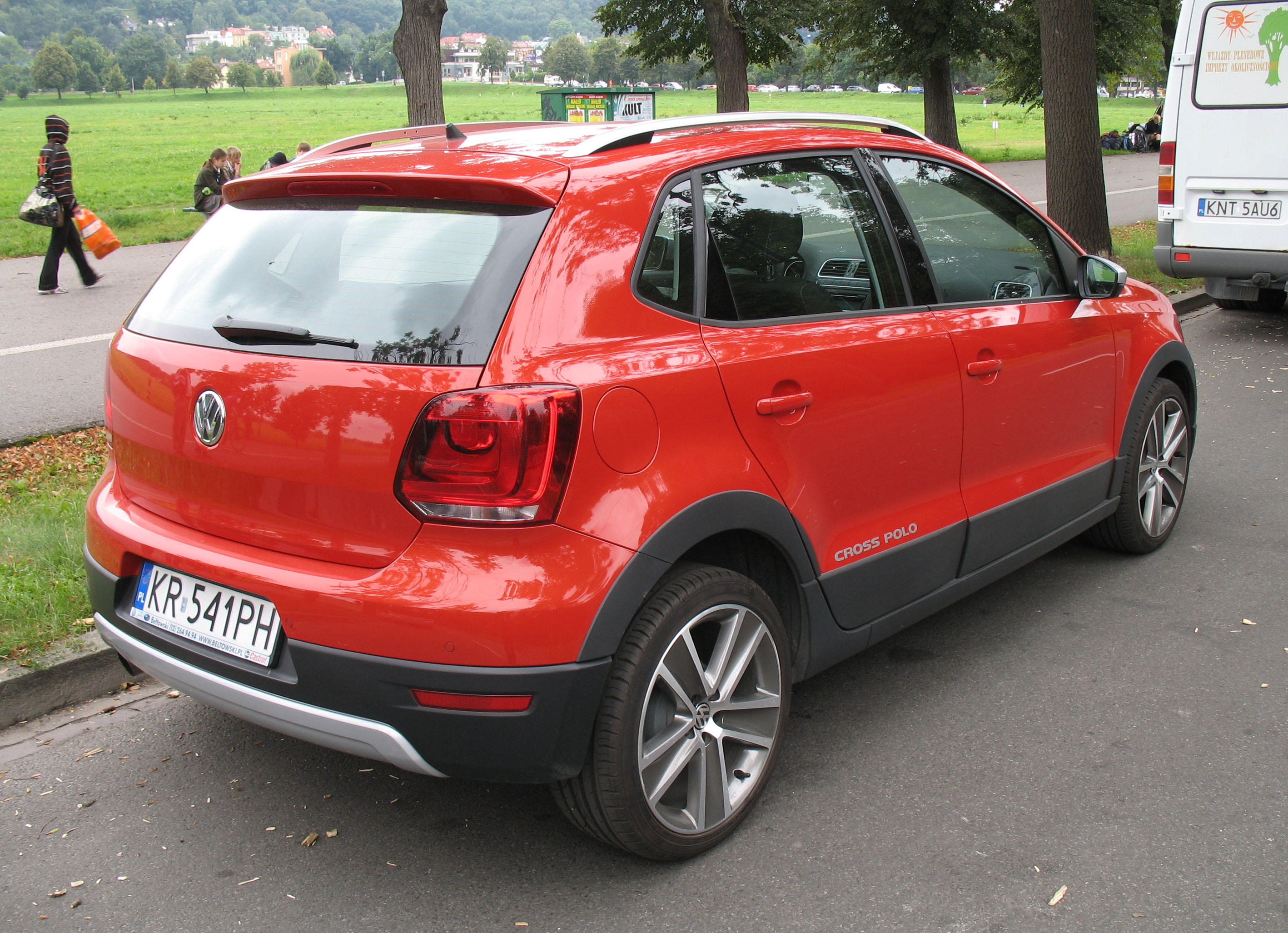
Volkswagen CrossPolo II – tył

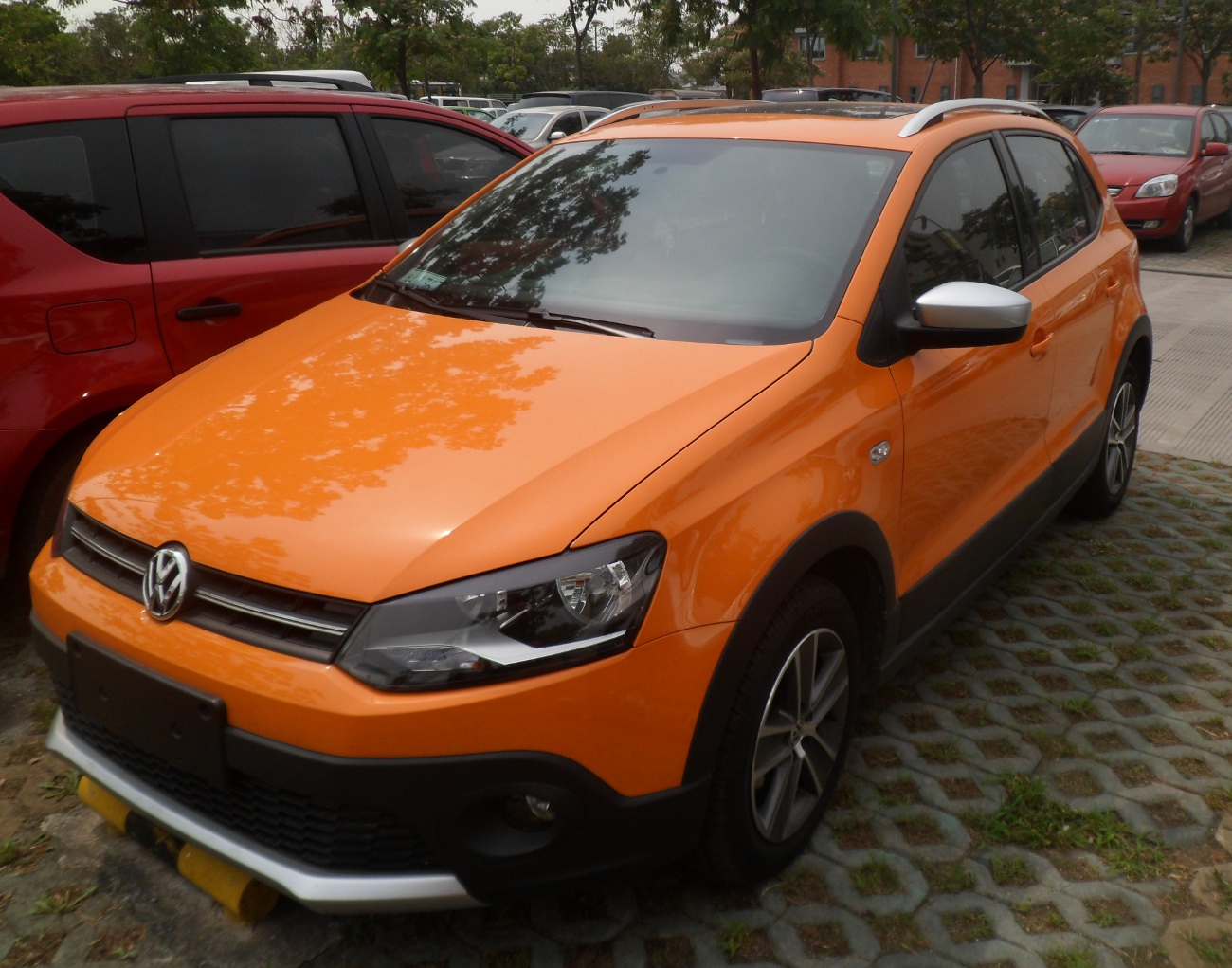
Volkswagen CrossPolo II – przód

Volkswagen CrossPolo – uterenowiona wersja Volkswagena Polo, produkowana przez koncern Volkswagen AG.

## Pierwsza generacja
Pierwsza generacja Volkswagena CrossPolo była oferowana jako trzy- lub pięciodrzwiowy hatchback. Samochód różnił się od normalnego plastikowymi nakładkami i zwiększonym zawieszeniem o 3 cm.
Pojawiły się też relingi i 17-calowe koła. W czasie produkcji I generacji samochód jako rywala miał Škodę Fabię Scout.

## Druga generacja
Druga generacja Volkswagena CrossPolo ma zwiększony prześwit o 15 mm, ale może pojechać wyboistą drogą np. na działkę.  Do jazdy po lekkim terenie nadaje się silnik o mocy 110 KM, jednak w ofercie jest też silnik o mocy 90 KM. Specjalne kolory Magma Orange i Terra Beige Metallic są zarezerwowane tylko dla CrossPolo. Ceny rozpoczynają się od 53 390 zł. Rynek konkurentów również się powiększył oprócz Škody Fabii Scout jest też Hyundai i20 Active.